# Ewa Gruza
Ewa Jolanta Gruza (ur. 30 marca 1961 w Warszawie) – polska prawniczka i kryminalistyk, profesor nauk prawnych, profesor Uniwersytetu Warszawskiego, od 2005 do 2011 członek Trybunału Stanu.

## Życiorys
W 1984 ukończyła studia prawnicze na Wydziale Prawa i Administracji Uniwersytetu Warszawskiego. W 1993 obroniła doktorat, a dziesięć lat później uzyskała stopień doktora habilitowanego na podstawie dorobku naukowego oraz rozprawy pt. Ocena wiarygodności zeznań świadków w procesie karnym. Problematyka kryminalistyczna. W 2012 otrzymała tytuł profesora nauk prawnych.
Zawodowo związana z macierzystą uczelnią jako nauczycielka akademicka w Katedrze Kryminalistyki. Od 2007 obejmowała kolejne stanowiska profesorskie. Pełniła funkcję prodziekana WPiA Uniwersytetu Warszawskiego. Odbyła aplikację prokuratorską, nie podjęła pracy w zawodzie prokuratora. Została członkinią zarządu Polskiego Towarzystwa Kryminalistycznego. W 2005 po raz pierwszy weszła w skład Trybunału Stanu, w 2007 Sejm wybrał ją na kolejną kadencję TS. Rekomendującym klubem było Prawo i Sprawiedliwość.

## Odznaczenia
W 2015 odznaczona Krzyżem Oficerskim Orderu Odrodzenia Polski.